# Addition
Addition är ett av de fyra grundläggande räknesätten inom aritmetiken. Addition betecknas oftast med plustecknet ({\displaystyle +}) som infördes omkring år 1500, och är en binär operator. Addition av ett negativt tal är ekvivalent med subtraktion. Vid addition läggs värdet av två (eller flera) termer samman till en summa. Att summan av sex och två är åtta skrivs {\displaystyle 6+2=8} och utläses "sex adderat med två är lika med åtta" eller "sex plus två är lika med åtta".
Upprepad addition betecknas med summatecken {\displaystyle \scriptstyle {\sum }}, ursprungligen den versala grekiska bokstaven Σ, sigma. Exempel:
{\displaystyle \sum _{i=2}^{5}i=2+3+4+5}
Upprepad addition med samma term motsvarar multiplikatorn med ett heltal:
{\displaystyle \sum _{i=1}^{n}x=x\cdot n}
Begreppet addition och plusoperatorn används också för att beteckna andra binära operationer med liknande algebraiska egenskaper, exempelvis vektoraddition, matrisaddition, eller-operatorn i Boolesk algebra, modulär addition, och konkatenering av textsträngar.

Summan av två naturliga tal {\displaystyle a} och {\displaystyle b} kan uppfattas som antalet objekt i den uppsättning som ges av att till en uppsättning med {\displaystyle a} objekt foga en uppsättning med {\displaystyle b} objekt. Addition av tal lyder under en kompositionsregel; två element ställs samman och resulterar i ett element. {\displaystyle a} och {\displaystyle b} ställs samman och bildar exempelvis {\displaystyle c}. Vid addition av talet {\displaystyle 0} till ett element {\displaystyle a} bibehålls {\displaystyle a} oförändrat, {\displaystyle a+0=a}. Noll förändrar inte {\displaystyle a}:s värde vid addition, detta gäller för varje tal {\displaystyle a}.

3 + 2 = 5 med äpplen, ett vanligt val i skolböcker

## Additionslagar

Plustecknet

Lagarna gäller för alla tal a, b och c.
{\displaystyle a+0=a}
{\displaystyle a+(b+c)=(a+b)+c} kallas för den associativa lagen.
{\displaystyle a+b=b+a} kallas för den kommutativa lagen.
Additionen är även en transitiv relation, om a = b så är a + c = b + c.
Den associativa och kommutativa lagen medför att en kontroll av summan kan göras genom att summera termerna i en annan ordning.
Ett exempel på detta är följande summa: 
{\displaystyle 1+2+3+4+5+6+7+8+9=45}
som blir enklare att summera om ordningen på termerna kastas om:
{\displaystyle 1+9+2+8+3+7+6+4+5=10+10+10+10+5=4\cdot 10+5=45}
I den andra uträkningen användes multiplikation, ett sätt att snabbt summera ett visst antal termer av samma värde;
{\displaystyle a+a+a+a=4a}

### Addition av algebraiska uttryck
Vid addition av algebraiska uttryck adderas termer av samma slag var för sig genom att deras koefficienter adderas. Exemplet nedan visar hur addition av algebraiska termer går till.
{\displaystyle (2x^{2}+3x+1)+(3x^{2}+x+4)=5x^{2}+4x+5}

### Addition av komplexa tal
Ett komplext tal brukar skrivas {\displaystyle a+bi} där {\displaystyle a} och {\displaystyle b} är reella tal och {\displaystyle i} är imaginärt. {\displaystyle i} satisfieras av {\displaystyle i^{2}=-1}. I uttrycket {\displaystyle a+bi} kallas {\displaystyle a} för realdelen och {\displaystyle b} för imaginärdelen.
{\displaystyle (a+bi)+(c+di)=(a+c)+(b+d)i}
Vid addition av komplexa tal adderas således realdel och imaginärdel var för sig.

### Addition av vektorer
Följande definieringar av addition av vektorer gäller för godtycklig dimension, för enkelhetens skull visas här addition av vektorer i planet.
Låt {\displaystyle v_{1}} och {\displaystyle v_{2}}vara två riktade sträckor med samma utgångspunkt. Deras summa, eller resultant som det kallas för vektorer, består i den riktade diagonal i det parallellogram som spänns upp av {\displaystyle v_{1}}och {\displaystyle v_{2}}. Denna sträcka har samma utgångspunkt som {\displaystyle v_{1}}och {\displaystyle v_{2}}. Detta sätt att summera vektorer på går under parallellogramlagen. Vektor {\displaystyle v_{1}} och vektor {\displaystyle v_{2}} kallas för komposanter, de bygger upp resultanten {\displaystyle v}.
I figuren nedan adderas vektor {\displaystyle v_{1}} (blå) och vektor {\displaystyle v_{2}} (grön) och bildar resultantvektorn {\displaystyle v} (svart). Detta illustreras genom att den blå vektorn läggs ut först och vid dess spets startar den gröna vektorn, den svarta vektorn har sin startpunkt i den blå vektorns stjärt och sin slutpunkt vid den gröna vektorns spets. Om {\displaystyle v_{2}} och {\displaystyle v_{1}} adderas istället så börjar man med den gröna vektorn först och lägger sedan på den blå. Som synes i figuren skapar de blå och gröna vektorerna en parallellogram vars diagonal utgörs av den resulterande vektorn.    
Om v₁ och v₂ representeras av två talpar {\displaystyle \scriptstyle {x_{1} \choose y_{1}}} och {\displaystyle \scriptstyle {x_{2} \choose y_{2}}} blir deras summa den vektor som representeras av {\displaystyle \scriptstyle {(x_{1}+x_{2}) \choose (y_{1}+y_{2})}}, det vill säga:
{\displaystyle {x_{1} \choose y_{1}}+{x_{2} \choose y_{2}}={(x_{1}+x_{2}) \choose (y_{1}+y_{2})}}

### Addition av vinklar
Vid addition av riktade vinklar räknas moturs positivt och medurs negativt. Summan av {\displaystyle A+B} är således den rotation som ges av att först utföra rotationen {\displaystyle A} och därefter rotationen {\displaystyle B}. En rotation först på {\displaystyle 60^{\circ }} och därefter {\displaystyle 30^{\circ }} blir en total rotation på {\displaystyle 90^{\circ }} som visas genom följande uträkning {\displaystyle 60^{\circ }+30^{\circ }=90^{\circ }}. Timvisaren på en klocka visar 12, efter 3 timmar har visaren rört sig {\displaystyle -90^{\circ }}, efter 13 timmar har visaren rört sig {\displaystyle -360^{\circ }+-(30^{\circ })=-390^{\circ }}. Efter 1 timme och 13 timmar är vinkeln mellan 12:an på klockan och timvisaren densamma, det vill säga {\displaystyle 30^{\circ }}.

### Addition av bråktal
För att addera bråktal krävs det att bråktalen har samma nämnare. Om 25⁄60 och 3⁄4 ska adderas söks den minsta gemensamma nämnaren (MGN). För att lösa addition av bråktal räcker det dock med att hitta en gemensam nämnare och överföra de olika bråktalen till denna nämnare. I detta fall är till exempel 12 en gemensam nämnare, men även 60 och 240 är gemensamma nämnare. Detta problem kan illustreras i att räkna ut den totala tiden 25 minuter plus 3/4 timme.
{\displaystyle {\frac {(25/5)}{(60/5)}}+{\frac {(3\cdot 3)}{(4\cdot 3)}}={\frac {5}{12}}+{\frac {9}{12}}={\frac {(5+9)}{12}}={\frac {14}{12}}={\frac {70}{60}}}
Svaret blir således att den totala tiden är 70 minuter. 
Allmänt gäller:
{\displaystyle {\frac {a}{b}}+{\frac {c}{d}}={\frac {ad}{bd}}+{\frac {cb}{db}}={\frac {(ad+cb)}{bd}}} om b och d är skilda från noll.

### Trigonometriska additionsformler
Nedan följer de vanligaste trigonometriska additionsformlerna som används när till exempel vinklar adderas eller subtraheras från varandra.
- {\displaystyle {\begin{aligned}\sin(A+B)=\sin A\cos B+\cos A\sin B\end{aligned}}}

- {\displaystyle {\begin{aligned}\sin(A-B)=\sin A\cos B-\cos A\sin B\end{aligned}}}

- {\displaystyle {\begin{aligned}\cos(A+B)=\cos A\cos B-\sin A\sin B\end{aligned}}}

- {\displaystyle {\begin{aligned}\cos(A-B)=\cos A\cos B+\sin A\sin B\end{aligned}}}

- {\displaystyle \tan(A+B)={\frac {(\tan A+\tan B)}{(1-\tan A\tan B)}}}

- {\displaystyle \tan(A-B)={\frac {(\tan A-\tan B)}{(1+\tan A\tan B)}}}

### Addition av transfinita tal
Ett transfinit tal är ett oändligt ordinaltal eller ett oändligt kardinaltal. Skillnaden på ordinaltal och kardinaltal är att i ordinaltalet spelar platsen i mängden roll. Ett oändligt kardinaltal uttrycker ”storleken” av en oändlig mängd. Två mängder säges ha samma kardinaltal eller mäktighet om de på ett en-entydigt sätt kan ordnas till varandra.
För oändliga kardinaltal m gäller följande aritmetik:
- {\displaystyle {\begin{aligned}m+1=m\end{aligned}}}
- {\displaystyle {\begin{aligned}m+m=m\end{aligned}}}
- {\displaystyle {\begin{aligned}m\cdot m=m\end{aligned}}}